# Juttadinteria deserticola
Juttadinteria deserticola är en isörtsväxtart som först beskrevs av Hermann Wilhelm Rudolf Marloth, och fick sitt nu gällande namn av Schwant. Juttadinteria deserticola ingår i släktet Juttadinteria och familjen isörtsväxter. Inga underarter finns listade i Catalogue of Life.